# Amperímetro

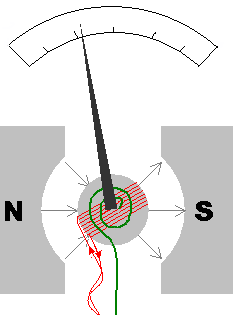
Corrente a ser medida percorrendo o fio
Mola de retorno do ponteiro à posição inicial

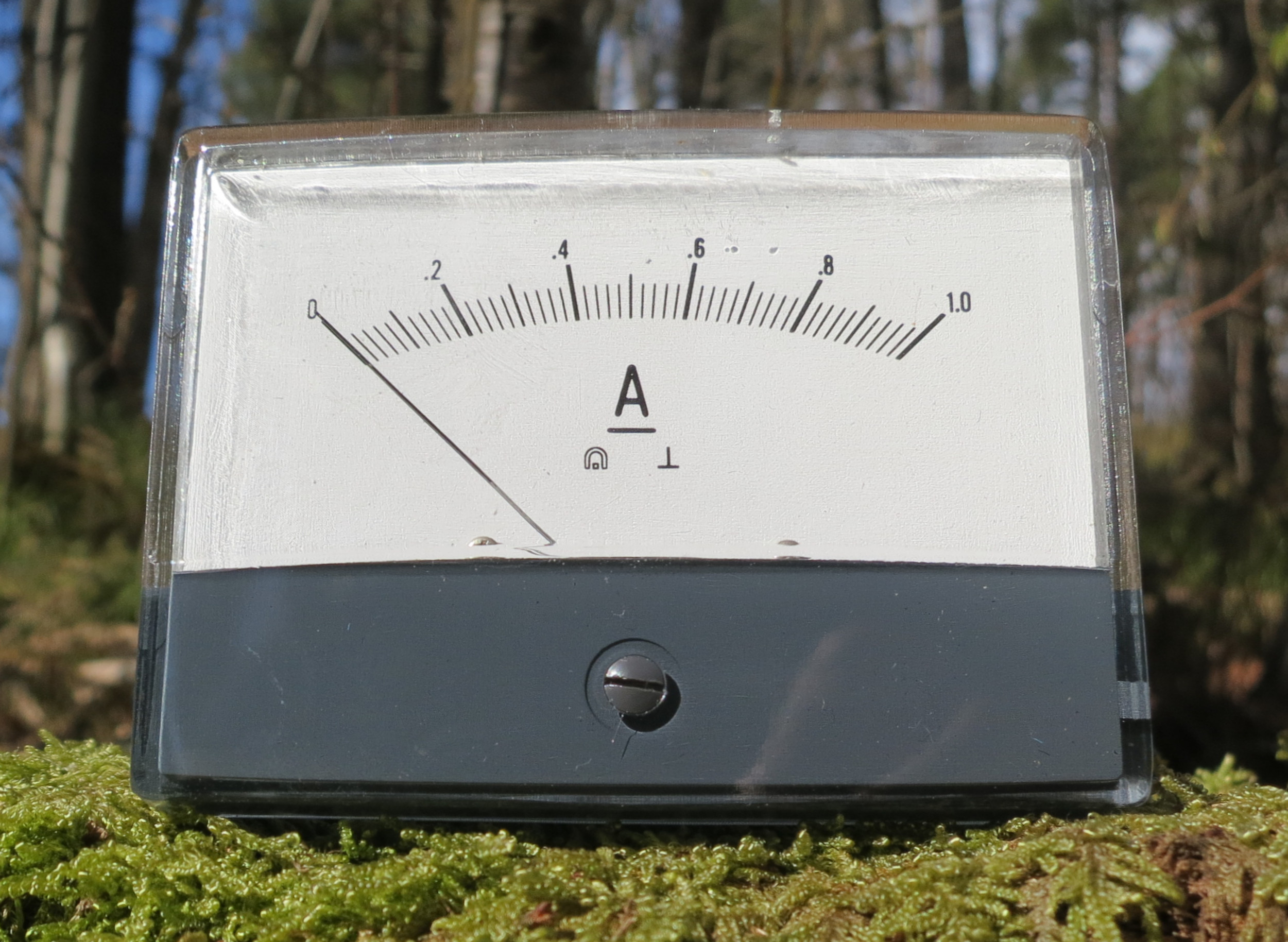
Amperímetro analógico de 1975

O amperímetro é um instrumento utilizado para fazer a medição (obter a medida) da intensidade no fluxo da corrente elétrica que passa através da seção transversal de um condutor. A unidade usada é o ampere, em homenagem ao físico e matemático francês André-Marie Ampère.
Como a corrente elétrica passa através dos condutores e dispositivos ligados a eles, para aferir a corrente que passa por alguma região de algum circuito, deve-se colocar o amperímetro em série com esta, sendo necessário abrir o circuito no local da medição. Por isso, para as medições serem precisas, é necessário que o amperímetro tenha uma resistência interna muito pequena comparada à do circuito.
Amperímetros podem medir correntes contínuas ou alternadas. Dependendo da qualidade do aparelho, pode possuir várias escalas que permitem seu ajuste para obter valores com a máxima precisão possível.
Na medição de corrente contínua, deve-se ligar o instrumento com o polo positivo no ponto de entrada da corrente convencional, para que a deflexão do ponteiro seja para a direita.
O amperímetro analógico nada mais é do que um galvanômetro adaptado para medir correntes de fundo de escala maiores que a sua corrente de fundo de escala, do galvanômetro, IGM. Por isso, é necessário desviar a sobrecorrente, formando um divisor de corrente com o galvanômetro em paralelo com uma resistência de desvio (shunt) RS. Sendo ainda:
- A corrente de fundo de escala do amperímetro IA;
- A sobrecorrente IS;
- A resistência interna do galvanômetro RG;
- A resistência interna do amperímetro RIA.

Temos que:
{\displaystyle R_{S}=R_{G}\cdot i_{gm}/(I_{A}-I_{GM})}
E temos que:
{\displaystyle R_{IA}=R_{G}\cdot R_{S}/(R_{G}+R_{S})}
O valor da resistência interna do amperímetro é um dos fatores importantes que está relacionado ao erro de medida do instrumento. A medição de corrente é feita intercalando-se o amperímetro em série com o circuito no qual deseja-se medi-la. Portanto, o amperímetro ideal é aquele que possui resistência interna nula. Como isso é impossível, ao se fazer uma medição de corrente, introduz-se um erro devido à modificação causada no circuito pela resistência interna do amperímetro. A tolerância da resistência shunt é outro fator que está relacionado ao erro de medida do instrumento. Em geral, os instrumentos de medição são construídos com resistores de precisão, com tolerâncias de 1%.

## História
A relação entre corrente elétrica, campos magnéticos e forças físicas foi notada pela primeira vez por Hans Christian Ørsted em 1820, que observou que uma agulha de bússola foi desviada de apontar para o norte quando uma corrente fluiu em um fio adjacente. O galvanômetro tangente foi usado para medir as correntes usando este efeito, onde a força restauradora retornando o ponteiro para a posição zero foi fornecida pelo campo magnético da Terra. Isso tornou esses instrumentos utilizáveis apenas quando alinhados com o campo da Terra. A sensibilidade do instrumento foi aumentada usando espiras adicionais de fio para multiplicar o efeito - os instrumentos foram chamados de "multiplicadores".

## Tipos de amperímetros
Alguns instrumentos são medidores de painel , feitos para serem montados em algum tipo de painel de controle . Destes, o tipo plano, horizontal ou vertical é frequentemente chamado de medidor de borda .

### Bobina móvel
O galvanômetro D'Arsonval é um amperímetro de bobina móvel. Ele usa a deflexão magnética , onde a corrente que passa por uma bobina colocada no campo magnético de um ímã permanente faz com que a bobina se mova. A forma moderna deste instrumento foi desenvolvida por Edward Weston e usa duas molas em espiral para fornecer a força restauradora. O entreferro uniforme entre o núcleo de ferro e os polos do ímã permanente torna a deflexão do medidor linearmente proporcional à corrente. Esses medidores têm escalas lineares. Os movimentos básicos do medidor podem ter deflexão em escala total para correntes de cerca de 25 microamperes a 10 miliamperes.
Como o campo magnético é polarizado, a agulha do medidor atua em direções opostas para cada direção da corrente. Um amperímetro CC é, portanto, sensível à direção em que está conectado; a maioria é marcada com um terminal positivo, mas alguns têm mecanismos de centro zero  e podem exibir correntes em qualquer direção. Um medidor de bobina móvel indica a média (média) de uma corrente variável através dele,  que é zero para CA. Por esse motivo, medidores de bobina móvel só podem ser usados diretamente para CC, não CA.
Este tipo de movimento do medidor é extremamente comum para amperímetros e outros medidores derivados deles, como voltímetros e ohmímetros .

### Ímã em movimento
Amperímetros de ímã móvel operam essencialmente no mesmo princípio que a bobina móvel, exceto que a bobina é montada na caixa do medidor e um ímã permanente move a agulha. Amperímetros de ímã em movimento são capazes de transportar correntes maiores do que instrumentos de bobina em movimento, geralmente várias dezenas de amperes, porque a bobina pode ser feita de um fio mais grosso e a corrente não precisa ser carregada pelas molas. De fato, alguns amperímetros desse tipo não têm nenhuma mola, em vez disso, usam um ímã fixo permanente para fornecer a força de restauração.

### Eletrodinâmica
Um amperímetro eletrodinâmico usa um eletroímã em vez do ímã permanente do movimento d'Arsonval. Este instrumento pode responder tanto à corrente alternada quanto à corrente contínua  e também indica o RMS verdadeiro para CA. Consulte Wattímetro para um uso alternativo para este instrumento.

### Moving-iron
Amperímetros de ferro em movimento usam um pedaço de ferro que se move quando acionado pela força eletromagnética de uma bobina fixa de fio. O medidor de ferro móvel foi inventado pelo engenheiro austríaco Friedrich Drexler em 1884.  Este tipo de medidor responde tanto a correntes diretas quanto alternadas (ao contrário do amperímetro de bobina móvel, que funciona em apenas corrente contínua ). O elemento de ferro consiste em uma aleta móvel presa a um ponteiro e uma aleta fixa, rodeada por uma bobina. Conforme a corrente alternada ou contínua flui através da bobina e induz um campo magnético em ambas as palhetas, as palhetas se repelem e a palheta em movimento desvia contra a força restauradora fornecida por finas molas helicoidais.  A deflexão de um metro de ferro em movimento é proporcional ao quadrado da corrente. Consequentemente, esses medidores normalmente teriam uma escala não linear, mas as partes de ferro são geralmente modificadas para tornar a escala bastante linear na maior parte de seu alcance. Instrumentos de ferro em movimento indicam o valor RMS de qualquer forma de onda CA aplicada. Amperímetros de ferro em movimento são comumente usados para medir a corrente em circuitos CA de frequência industrial.

### Hot-wire
Em um amperímetro de fio quente, uma corrente passa por um fio que se expande à medida que aquece. Embora esses instrumentos tenham um tempo de resposta lento e baixa precisão, às vezes eram usados para medir correntes de radiofrequência.  Eles também medem o RMS verdadeiro para uma CA aplicada.

### Digital
Da mesma forma que o amperímetro analógico formou a base para uma ampla variedade de medidores derivados, incluindo voltímetros, o mecanismo básico de um medidor digital é um voltímetro digital, e outros tipos de medidor são construídos em torno dele.
Projetos de amperímetro digital usam um resistor de derivação para produzir uma tensão calibrada proporcional ao fluxo de corrente. Essa tensão é então medida por um voltímetro digital, por meio do uso de um conversor analógico-digital (ADC); o display digital é calibrado para exibir a corrente através do shunt. Esses instrumentos são frequentemente calibrados para indicar o valor RMS apenas para uma onda senoidal, mas muitos projetos indicam o RMS verdadeiro dentro das limitações do fator de crista da onda.

### Integrado
Há também uma variedade de dispositivos chamados amperímetros de integração.  Nestes amperímetros a corrente é somada ao longo do tempo, dando como resultado o produto da corrente pelo tempo; que é proporcional à carga elétrica transferida com essa corrente. Eles podem ser usados para medir a energia (a carga precisa ser multiplicada pela voltagem para fornecer energia) ou para estimar a carga de uma bateria ou capacitor .